# Mimetita
La mimetita o mimetesita es un mineral  del grupo VII (arseniatos) según la clasificación de Strunz. Contiene arsénico y que responde a la fórmula química Pb5(AsO4)3Cl. Su nombre proviene del griego mimethes, la que imita, por generar confusión con la piromorfita.
Fue descria por primera vez como especie separada, el mineral en 1832 por el mineralogista francés François Sulpice Beudant.

## Propiedades físicas
Fácilmente fusible con desprendimiento de As2O3 y PbCl2 dejando residuo de Pb.

## Paragenesis
Arsenopirita, galena, piromorfita, etc.

## Utilización
Mena secundaria de plomo. Mineral de interés coleccionista.

## Galería de imágenes

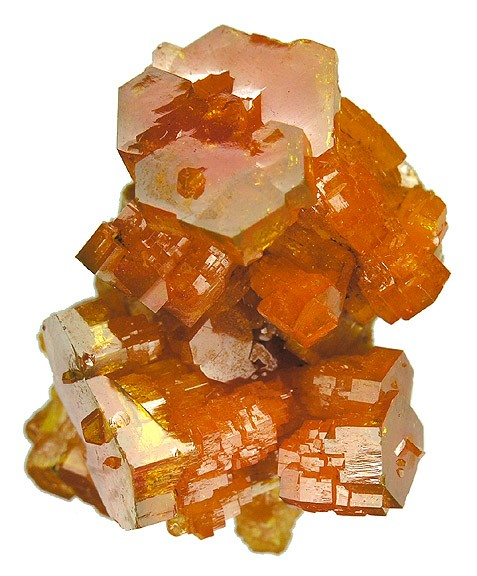
Mimetita de Mina de Pingtouling (Guangdong, China)
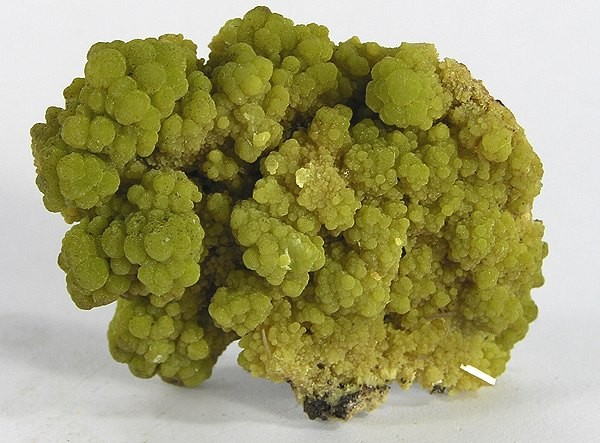
Mimetita, de Santa Eulalia (Chihuahua, México)
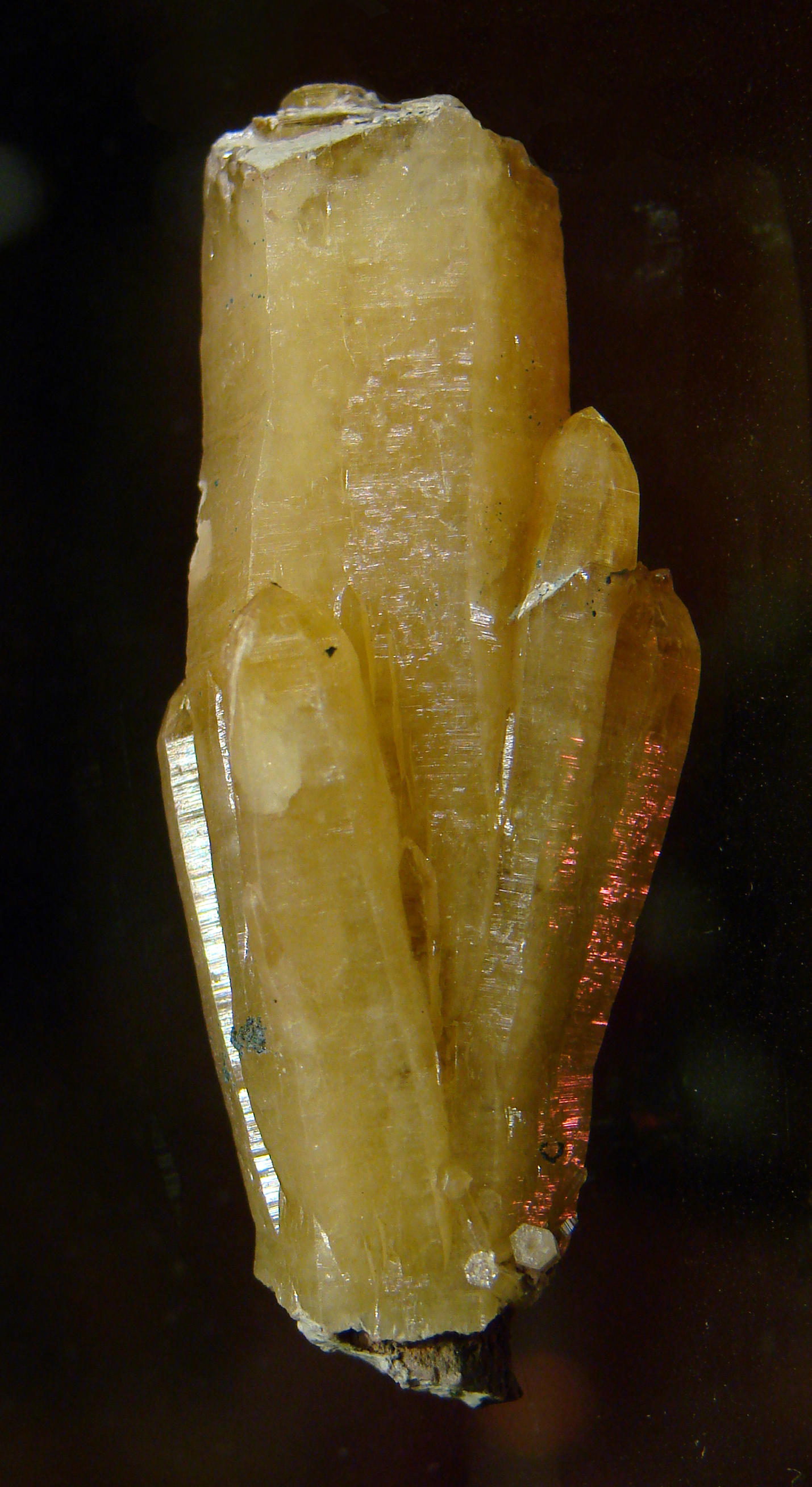
Mimetita, Namibia

## Variedades
- Campilita